# フョードル・ドストエフスキー
フョードル・ミハイロヴィチ・ドストエフスキー（ロシア語: Фёдор Миха́йлович Достое́вский [ˈfʲɵdər mʲɪˈxajləvʲɪtɕ dəstɐˈjɛfskʲɪj] ( 音声ファイル)、1821年11月11日〔ユリウス暦10月30日〕 - 1881年2月9日〔ユリウス暦1月28日〕）は、ロシア帝国の小説家・思想家。レフ・トルストイ、イワン・ツルゲーネフと並び、19世紀後半のロシア小説を代表する文豪である。
28歳で空想的社会主義に関係して逮捕されるが、出獄後、社会主義に批判的になり、キリスト教的人道主義へと思想を変化させ、代表作である『罪と罰』『白痴』『悪霊』『カラマーゾフの兄弟』などを発表し、「現代の預言書」とまでよばれる文学を創造した。ドストエフスキーの著作は、世界中で読まれ、170以上の言語に翻訳されている。ソルジェニーツィンやチェーホフ、ニーチェ、サルトル、ウィトゲンシュタイン、アインシュタイン、日本人では、黒澤明、湯川秀樹、小林秀雄、大江健三郎、村上春樹、三島由紀夫、埴谷雄高などの多くの人物に影響を与えた。

## 生涯

### 幼少期
フョードル・ドストエフスキーはモスクワのマリインスキー貧民救済病院の官舎で、ミハイル・アンドレ―ヴィチ・ドストエフスキーの次男として、生まれる。ミハイルは、マリインスキー貧民救済病院の医師であり、後に院長を務めた。母は、モスクワの裕福な商人の娘であった。敷地内にある実家で育つ。兄1人、妹2人、弟2人あり。1827年に、父が八等官に昇進して領地を持つことが許された。
四年後の1831年に、モスクワから150キロメートルほど南に離れたトゥーラ州にあるダロヴォーエを買う。その翌年には、隣村のチェリョーモシナを買い、「地主貴族」になった。しかし、土地を買ってすぐに大火事が起こり、二つの土地の屋敷は灰と化した。同年の夏には領地の屋敷は罹災から復興した。ドストエフスキーは、母が読み書きに使っていた『旧約聖書』や『新約聖書』、またシラーの『群盗』などに強い感銘を受けた。

### 青年期と両親の死
1833年、中学受験のため兄・ミハイルと一緒にドラシューソフの塾に通い、1834年に文学教育で有名な、チェルマーク寄宿学校に入学。1837年に母が死去した。そののち、兄ミハイルとともにサンクトペテルブルクに遊学。この年咽喉の病により発音が不自由となる。1838年16歳の時に帝都のサンクトペテルブルク陸軍中央工兵学校に入学。
1839年、父が農民に恨みを買い、ドストエフスキー家が所有する2つの領地であるダラヴォーエとチェルマシニャーの境界あたりで惨殺された。1840年に士官候補生となる。1841年、野戦工兵旗手となる。1842年8月、少尉に任官。1843年8月に工兵学校を卒業した。卒業後に勤務したサンクトペテルブルクの工兵隊製図局が肌に合わず、約1年で中尉昇進のうえ退職し作家を目指す。工兵学校生・作家時代を送ったサンクトペテルブルクは、物語の舞台として数々の作品に登場する。

### 作家としてのスタート――新しいゴーゴリ
1846年、処女作『貧しき人々』を批評家のヴィッサリオン・ベリンスキーに「第二のゴーゴリ」と激賞され、華々しく作家デビューを果たす。デビュー前のドストエフスキーから直接作品を渡されて読んだ詩人ニコライ・ネクラーソフが、感動のあまり夜中にドストエフスキー宅を訪れたという逸話は有名である。
デビューこそ華々しかったが、続けて発表した『白夜』『二重人格』は酷評をもって迎えられる。

### 死の体験と流刑
その後、ミハイル・ペトラシェフスキーが主宰する空想的社会主義サークルのサークル員となったため、1849年に官憲に逮捕される。死刑判決を受けるも、銃殺刑執行直前に皇帝ニコライ1世からの特赦が与えられて（この一連の特赦は全て仕組まれたものであった）、シベリアに流刑へ減刑となり、オムスクで1854年まで服役する。
この時の体験に基づいて後に『死の家の記録』を著す。他にも『白痴』などで、死刑直前の囚人の気持ちが語られるなど、この事件は以後の作風に多大な影響を与えた。刑期終了後、セミパラチンスクにおいて兵士として軍隊で勤務した後、1858年にペテルブルクに帰還する。この間に理想主義者的な社会主義者からキリスト教的人道主義者へと思想的変化があった。その後『罪と罰』を発表し、評価が高まる。
自身の賭博にのめり込む性質、シベリア流刑時代に悪化した持病のてんかん（側頭葉てんかんの一種と思われる。恍惚感を伴う珍しいタイプのてんかん）などが創作に強い影響を与えており、これらは重要な要素としてしばしば作品中に登場する。賭博好きな性質は、必然としてその生涯を貧乏生活にした。借金返済のため、出版社との無理な契約をして締め切りに追われる日々を送っていた。あまりのスケジュール過密さのため、『罪と罰』『賭博者』などは口述筆記という形をとった。速記係のアンナ・スニートキナは後にドストエフスキーの2番目の妻となる。
また、小説以外の著名作に『作家の日記』がある。これは本来の日記ではなく、雑誌『市民』でドストエフスキーが担当した文芸欄（のちに個人雑誌として独立）であり、文芸時評（トルストイ『アンナ・カレーニナ』を絶賛）、政治・社会評論、時事評論、エッセイ、短編小説、講演原稿（プーシキン論）、宗教論（熱狂的なロシアメシアニズムを唱えた）を含み、後年ドストエフスキー研究の根本文献となった。ドストエフスキーは『作家の日記』でユダヤ人を批判する反ユダヤ主義的な主張を死去するまで繰り返し、またアーリア民族を賛美した。その一方で、『作家の日記』においてドストエフスキーは、年少犯罪者や養育院など恵まれない子どもたちの生活に深い関心を寄せ、愛や人類の再生について考えていた。

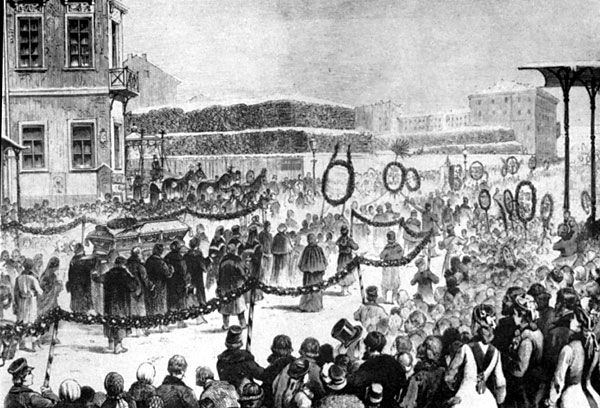
ドストエフスキーの葬列を描いたスケッチ

晩年に、自身の集大成的作品『カラマーゾフの兄弟』を脱稿。その数ヵ月後の1881年1月28日午後8時38分、家族に看取られながら亡くなった。ドストエフスキーの葬儀には、三万人の人びと、七十二の団体、十五の聖歌隊が参加した。1月31日にアレクサンドル・ネフスキー大修道院墓地に葬られる。ドストエフスキーの墓には、『カラマーゾフの兄弟』の序文で引用した、新約聖書の『ヨハネによる福音書』第12章24節が刻まれている。

## 人物

### 女性関係
ドストエフスキーは多くの女性たちと複雑な恋愛関係を持ったが、それは直接的にも間接的にも作家活動に影響を及ぼした。最初の妻マリアは既婚であり、後の恋人ポリーナ・スースロワとの交際も屈折したものだった。2番目の妻であるアンナは家政をみるだけでなくドストエフスキーの速記役でもあるが、彼女たちはただ伝記のなかに現れるばかりでなく、小説中の登場人物のモデルとも考えられている。

## 思想
刑期が終わり、サンクトペテルブルクで作家活動を再開したころから、ドストエフスキーは保守的な作家として活動を始める。しかし、その保守的な態度も検閲や監視を恐れたからであると、佐藤優は指摘している。
また、理想主義から転向したのちの、キリスト教やロシア帝国、皇帝を賛美するような言動も表向きの「二枚舌」であると亀山郁夫は指摘している。

## 著作
死去するまでに残した著作は全部で35篇で、短編も多く出している。
- 1841年『マリヤ・ステュアルト』（露: Мария Стюарт）

『ボリス・ゴドゥノフ』（露: Борис Годунов）
『ユダヤ人ヤンケリ』（露: Жид Янкель）（いずれも現存せず）
- 1846年『貧しき人びと』（露: Бедные люди）

『分身』（露: Двойник）
『プロハルチン氏』（露: Господин Прохарчин）
（以下の二作品は現存せず）『剃り落とされた頬髯』、『廃止された役所の話』
- 1847年『九通の手紙にもられた小説』（露: Роман в девяти письмах）

『ペテルブルグ年代記』（露: Петербургская летопись）
『家主の妻』（露: Хозяйка）
- 1848年『他人の妻』

『弱い心』（露: Слабое сердце）
『ポルズンコフ』（露: Ползунков）
『世なれた男の話』（のちに改稿の上『正直な泥棒』（露: Честный вор）と改題）
『クリスマス・ツリーと結婚式』（露: Елка и свадьба）
『白夜』（露: Белые ночи）
『嫉妬ぶかい夫』（のちに『他人の妻』と合わせて『他人の妻とベッドの下の夫』（露: Чужая жена и муж под кроватью）と改題）
- 1849年『ネートチカ・ネズワーノワ』（露: Неточка Незванова）
- 1857年『小英雄』（露: Маленький герой）
- 1859年『伯父様の夢』（露: Дядюшкин сон）

『ステパンチコヴォ村とその住人』（露: Село Степанчиково и его обитатели）
- 1860年『死の家の記録』（露: Записки из мёртвого дома）
- 1861年『虐げられた人びと』（露: Униженные и оскорбленные）

『ペテルブルグの夢―詩と散文』（露: Петербургские сновидения в стихах и в прозе）
- 1862年『いまわしい話』（露: Скверный анекдот）
- 1863年『冬に記す夏の印象』（露: Зимние заметки о летних впечатлениях） ヨーロッパ滞在経験が主となっている。
- 1864年『地下室の手記』（露: Записки из подполья）
- 1865年『鰐』（露: Крокодил）（未完）
- 1866年『罪と罰』（露: Преступление и наказание）

『賭博者』（露: Игрок）
- 1868年『白痴』（露: Идиот）
- 1869年『大いなる罪人の生涯』（創作ノート）
- 1870年『永遠の夫』（露: Вечный муж）
- 1871年『悪霊』（露: Бесы）
- 1873年『ボボーク』（露: Бобок）※
- 1875年『未成年』（露: Подросток）
- 1876年『キリストのもみの木祭りに行った男の子』（露: Мальчик у Христа на ёлке）※

『百姓マレイ』（露: Мужик Марей）※
『百歳の老婆』（露: Столетняя）※
『やさしい女』（露: Кроткая）※
- 1877年『おかしな人間の夢』（露: Сон смешного человека）※
- 1880年『カラマーゾフの兄弟』（露: Братья Карамазовы）

注：題名に「※」をつけてある作品は、『作家の日記』（露: Дневник писателя）に収録された短編。

## 日本語版の全集
全集刊行は、大正期に新潮社(未完)ほか3社で、単独訳は米川正夫訳が戦前は三笠書房で、戦後は河出書房で2度、小沼文彦訳が筑摩書房で刊行。新潮社では江川卓、原卓也、川端香男里、小笠原豊樹、工藤精一郎、木村浩等の訳で出版された。

## 評価と影響
ドストエフスキー作品の多くは、革命的思想を宿したものが多かった。ロシア帝国に代わったソビエト連邦において、1924年から1953年までのスターリン体制下では『貧しき人々』以外の殆どの著作は発禁処分を受けていた。1956年のスターリン批判後に解禁再刊された。その後もソ連時代は冷遇されたが、ソビエト連邦崩壊後のロシア連邦においては正教を尊重する民族主義的な思想が評価され、自らも作品に影響を受けたと明らかにしたロシア連邦大統領ウラジーミル・プーチンは生誕200周年を国家レベルで祝うよう指示し、国際会議などが行われた。サンクトペテルブルクで晩年暮らした家は博物館になっており、モスクワにも博物館がある。2023年に彼の手稿とメモは世界の記憶に登録された。
ドストエフスキーはロシア文学の黄金時代の最も偉大で最も影響力のあった小説家の一人とみなされている。
- レフ・トルストイはドストエフスキーを称賛し、ドストエフスキーもまたトルストイを同様に称賛した[16]。
- アルベルト・アインシュタインは、ドストエフスキーは数学者カール・フリードリヒ・ガウスよりも大きく、精神性のミステリーに挑戦した偉大な宗教的作家と評した[17]。
- フリードリヒ・ニーチェはドストエフスキーを「唯一無二の心理学者」と呼び、「私の人生で最も美しい幸運の一撃だった」と述べた[18][19]。
- ヘルマン・ヘッセはドストエフスキーを好み、彼を読むことは大混乱を垣間見ることになると述べた[20]
- クヌート・ハムスンは「ドストエフスキーのように複雑な人間の仕組みを分析した人は誰もいない」「彼の心理学的感覚は圧倒的で予言者的だ」と評した[21]
- アーネスト・ヘミングウェイは『移動祝祭日』で「ドストエフスキーには信用できるところと信用できない所があるが、彼の小説を読むと君を変える幾らかの真実がある。虚弱、狂気、邪悪さと聖なるもの、賭博の狂気を垣間見ることになる」と述べた[22]
- ジェイムズ・ジョイスは「ドストエフスキーは他の誰よりも近代散文を築き、それを現在のピッチで強化した。彼の爆発的な力は、乙女たちの微笑とありふれた注文で出来上がった、想像力や暴力のないビクトリア朝の小説を粉砕した」と称賛した[23]。
- ヴァージニア・ウルフは「シェイクスピアを除けばこれほど興奮した読書はない」と称賛した[24]。
- フランツ・カフカは自分はドストエフスキーの文学的血縁関係にあると述べ[25]、『審判』は「罪と罰」『カラマーゾフの兄弟』から深い影響を受けている[26]。
- ルートヴィヒ・ウィトゲンシュタインは、『カラマーゾフの兄弟』を50回以上も熟読したとされている（第一次世界大戦従軍時の数少ない私物の一つが『カラマーゾフの兄弟』だった）。
- ジークムント・フロイトは、『カラマーゾフの兄弟』を「最も壮大な小説」と称賛し[27]、論文「ドストエフスキーと父親殺し」において、ドストエフスキーの小説や登場人物について研究している（フロイトが論文の表題に作家の名前を冠したことは、極めて異例なことだった）。
- アイン・ランドはユゴーとドストエフスキーは史上最高の小説家であると称賛した[28]。
- グスタフ・マーラーは、妻アルマによれば、ドストエフスキーの信奉者であり、常々「この地上に誰か一人でも苦しんでいる者がある限り、どうしてわれわれは幸せになれようか」と言っていた。
- エリック・ホッファーは、『白痴』を愛読書としていた。
- レオニード・ツィプキンの小説『バーデン・バーデンの夏』では、ドストエフスキーの反ユダヤ主義が扱われている[29]。
- 小惑星(3453) Dostoevskyはドストエフスキーの名前にちなんで命名された[30]。

ドストエフスキーは称賛されるばかりではなく、否定的に評価されることもあった。ニコライ・ドブロリューボフ、イヴァン・ブーニン、ウラジーミル・ナボコフらは、ドストエフスキーの小説は過剰に心理学的また哲学的であり、芸術的水準が低いとした。また、混沌としており、プロットも粗雑であるとも批判された。イワン・ツルゲーネフはドストエフスキーの小説は過剰に心理学的で、過剰に詳細な自然主義小説だとした。また、くどくて、繰り返しが多く、磨きが不足しており、バランス、抑制、良識に欠けているとも見なされた。
ミハイル・サルトィコフ＝シチェドリン、ニコライ・ミハイロフスキーらは「白痴」「悪霊」などの人形のようなキャラクター造形を批判した。「カラマーゾフの兄弟」については、ドストエフスキーが賞賛したホフマンと比較され、見劣りするとされた。
ナボコフは、ドストエフスキーは、偉大な作家というよりも、平凡な作家であり、優れたユーモアを持っているが、文学的には平凡であると評価した。ナボコフは、ドストエフスキーの小説には神経症者的要素と狂信者が住んでおり、キャラクターも未発達なままだと述べる。最初に読んだときに効果的であるが、2回目の読書では、これらの驚きの衝撃と利益なしに、「栄光の決まり文句」が満載されているように見える、不自然な「プロットの驚きと複雑さ」に満ちた小説を見つけることができる。そのプロットも、最初読んだときには驚きとともに複雑な印象を受けるが、二度読むと、冷静に驚きに惑わされずにそのプロットが見せかけのクリシェ(決まり文句)に満ちたものであることが判明すると評価した。
しかし、スコットランドの詩人で批評家のエドウィン・ミュアーは、ドストエフスキーの登場人物が病理的に見えるのは、キャラクターが他の文学作品よりもうまく視覚化されているためであると指摘する。

## ドストエフスキーと日本
ドストエフスキーは、日本にロシア正教を伝え、日本ハリストス正教会の原型を築いたロシア人大主教ニコライ・カサートキンに会ったことがある。ドストエフスキーはニコライと会うことを楽しみにしていたという。当時の二人の会話にある彼の台詞は、ドストエフスキーの日本に対する見方と、正教伝道に対する姿勢が垣間見える貴重な判断材料である。
ドストエフスキーの作品が初めて日本に、伝えられたのは内田魯庵が『罪と罰』を英語から重訳したのが始まりである。
ドストエフスキーが日本文学に与えた影響は計り知れない。
- 作家江戸川乱歩は、ドストエフスキーの作品を繰り返し読み、「スリルの事」というドストエフスキーの作品に関するエッセイも書いている。また、乱歩の『心理試験』の設定は『罪と罰』から借りたものである。
- 映画監督の黒澤明は「ドストエフスキーは若い頃から熱心に読んでいて、どうしても一度は映画化をやりたかった。もちろん僕などドストエフスキーとはケタが違うけど、作家として一番好きなのはドストエフスキーですね」と語った。黒澤は『白痴』を、日本を舞台にした上で映画化している。また『赤ひげ』の「おとよ」は山本周五郎の原作からは離れて、『虐げられた人びと』のネリーをモデルにしている。『死の家の記録』の映画化を企画したこともあった。

なお黒澤は、トルストイの影響も強く受けているが、ロシア人の集まるパーティで、この二人が好きだというと不思議がられるといい、トルストイは農奴解放のヒューマニストで、ドストエフスキーは人間の悪魔的側面を描いた作家であり、この二人を好きというのは「キリスト教徒であるが、イスラム教徒でもあります」というのと同じことだと思われる。
- 上記の黒澤は「白痴」」について「小林秀雄と論争をしても負けないよ」とも豪語しており[37]、また小林は、前中期の代表作に『ドストエフスキイの生活』ほかの作品研究があり、昭和10年代から現在まで重版されている。
- 手塚治虫は、ドストエフスキーの影響を非常に受けた漫画家であり、「ボクの長編の基本は『罪と罰』なんです」と公言していた。手塚治虫は『罪と罰』を初期に漫画化している[38]。
- 村上春樹は、スコット・フィッツジェラルドの『グレート・ギャツビー』、レイモンド・チャンドラーの『ロング・グッドバイ』とともに、最も好きな作品の一つとして、『カラマーゾフの兄弟』を挙げている。エッセイ『村上朝日堂の逆襲』では、「ドストエフスキーは、この世に様々な“地獄”が存在することを示した」と書いている。
- 三島由紀夫は初期作品『仮面の告白』の冒頭で、『カラマーゾフの兄弟』を引用している。

ロシアとの外交経験もある佐藤優はドストエフスキー入門本で、日本語版Wikipediaに於ける当記事を「よくできている。書いている人間にロシア文学研究者がいるのでは？」と書いている。
作品中での日本に関する言及としては、『白痴』第一編の終わりの箇所で、ヒロインのナスターシャの自棄的な振る舞いを説明する比較的重要な場面において、比喩として近代以前の日本の武士階級の切腹の風習が持ち出される。

## 研究
ミハイル・バフチンはポリフォニー論やカーニバル論により、ドストエフスキー研究に新たな境地を拓いた。
作家アンドレ・ジイドは『地下室の手記』が、一連の作品を解く鍵であるとした。
レオニード・グロスマン（1888年 - 1965年）は、その作品が冒険小説的構成をとっていることなどを指摘した。
トマーシュ・マサリク、ヴィクトル・シクロフスキー、ニコライ・ベルジャーエフ、ロマーノ・グアルディーニ、パーヴェル・エフドキーモフらも研究を発表している。
江川卓は、ドストエフスキー文学の言語のダブルミーニングなどについて研究を行った。

## センシティブな議論が必要と思われる問題
ウィキペディアのドストエフスキーの他の言語のページと比較すると、日本語版のページのみ、反ユダヤ主義などネガティブな記述が非常に多い。中立的な観点を達成するため、ウィキペディアの他の言語のページも参考にし、ドストエフスキーにたいする正確な印象や文章量のバランスについて批判的に考える必要がある。
亀山郁夫は、ドストエフスキーが対外的なふるまいのなかで自らの思想をパフォーマンスとして語っていた可能性について触れており、『作家の日記』における思想的な言説と、『カラマーゾフの兄弟』や『罪と罰』などの小説作品は分けて考える必要があると述べている。
また、当時ドストエフスキーが検閲と戦いながら執筆活動をしていたことも考える必要がある。
小沼文彦は、ちくま学芸文庫『作家の日記5』（小沼文彦訳）の背表紙において、「本書で表明された一連の愛国的発言をもって、ドストエフスキーを反動的作家と決めつけることはきわめて簡単だが、当時のロシアが警察国家であり、彼がそれまで二度にわたって皇帝政府に忠誠を誓わされている、という事実を見逃してはなるまい。本音と建前を使い分けるドストエフスキーの巧妙さをこそ、読みとらねばならない。」と述べている。
当時の時代背景として、ポグロム、オデッサのポグロム、ロシア帝国におけるポグロムの記事も参考のこと。

### 反ユダヤ主義者
ドストエフスキーは改宗ユダヤ人のブラフマンによる反ユダヤ主義の書物『カハルの書』（1869年）から影響を受けた。1873年以降はユダヤ人への攻撃が激しくなり、ドストエフスキーは死去するまで反ユダヤ主義的な発言を繰り返した。
1873年にドストエフスキーは、ロシア民衆が飲酒で堕落したままであれば、「ユダヤ人たちは民衆の血をすすり、民衆の堕落と屈辱を自分たちの糧とするであろう」とし、農村はユダヤ人に隷属させられた乞食の群れとなると警告した。
1876年にはユダヤ財界人が自分たちの利益のために農奴制の復活をもくろんでいるとし、ユダヤ人がロシアの土地を購入すると元利を戻そうとしてたちまち土地の資源が枯渇されるということに異議を唱えればユダヤ人は市民同権の侵害だと騒ぐだろうが、それはタルムード的な国家内国家の重視であり、「土地だけでなくやがては百姓も消耗させられてしまうとしたら同権も何もあったものではない」と反論した。他方のロシア国民は「最近の、いまわしい堕落、物質主義、ユダヤ気質、安酒にひたるという生活にもかかわらず」正教の大義を忘れなかったと称賛した。
同年10月には、ロシアの民衆の間では無秩序、不身持ち、安酒、機能不全の自治制度、農村を食い物にする高利貸し、そしてジュー（ユダヤ人）が君臨しており、「金があれば何でも買える」という歪んだ不自然な世界観の持ち主である商人長者は儲けになればユダヤ人とも結んで誰でも裏切り、愛国心がなく、教育啓蒙で武装しているロシアの知識人は「汚らわしい取引所的堕落の時代」における物質主義の怪物を撃退できるが、民衆は「すでにユダヤ人に食い入られた」と診断した。
1876年12月にはロシア知識人には「ユダヤ化した人々」がいて、経済面からのみ戦争の害を言い立て、銀行の破産や商業の停滞で人を脅迫し、トルコに対してロシアは軍事的に無力であるなどと主張するが、彼らは当面する問題の理解が欠けていると批判した。
一方でドストエフスキーを反ユダヤ主義者だと非難したユダヤ人アルカディ・コフナーに宛てた手紙の中で、ドストエフスキーは次のように答えている。

### 『ユダヤ人問題』（1877年）
1877年3月、ドストエフスキーは、無神論者のユダヤ人からの抗議への反論『ユダヤ人問題』を発表した。
「高級なユダヤ人」に属する抗議者は無神論者というが、エホバを放棄するとは罪深く、「神のいないユダヤ人など想像もできない」し、自分はユダヤ人を民族として憎悪したことはない、また自分がユダヤ人を「ジート（ジュー）」と呼ぶことは侮辱ではなく一定の観念であり、言葉に腹を立てるのはよくないとした。また、自分はこれほどの攻撃を招くような反ユダヤ的論文は書いていないし、この抗議者はロシア国民に対して傲慢であり、この告発における激昂こそユダヤ人のロシア人観を鮮やかに物語ると反論した。
そもそもユダヤ人とロシア人が離反している要因は双方に責任があるし、ユダヤ人のように「これほど絶え間なく、歩けば歩いたで、口を開けば開いたで、自分の運命を訴え、自分の屈辱を、自分の苦悩を、自分の受難を嘆いている民族は、世界中を探しても確かに他にはいない」とした。
ユダヤ人は「虐げられ、苦しめられ、侮辱されている」というが信用できないし、ロシアの庶民はユダヤ人以上の重荷を背負っている。それどころか、農奴制から解放されたロシアの庶民に対して「昔からの金貸しの業で」「獲物にとびかかるようにして、真っ先に彼らにとびついたのは誰であったか」、ユダヤ人は「ロシアの力が枯渇しようが知ったことではなく、したいだけのことはやってのけて、いなくなってしまった」と述べた。
ユダヤ人がこれを読むと、中傷・嘘だと主張するだろうが、アメリカ合衆国南部でもユダヤ人は解放された黒人に襲いかかり、金貸し業で彼らを掌握したのだと述べた。
また、ユダヤ人は国家内国家（Status in statu）を長い歴史のなかで守ってきたとして、その理念の本質を「諸民族より出でて、自らの個体を作るがよい。今日からはお前は神のもとに一人であるとわきまえて、他の者たちは根絶やしにするもよし、奴隷にするもよし、搾り取るのも自由である。全世界に対する勝利を信ぜよ。すべてがお前にひざまずくものと信ぜよ。すべてを厳格に嫌悪し、生活においては何びととも交わってはならぬ。たとえ自らの土地を失い、政治的個性を失い、あらゆる民族の間に離散するようなことがあろうとも、変わらず、お前に約束されたすべてのものを、永久に信ぜよ。すべては実現されるものと信ぜよ。しばらくは生き、嫌悪し、団結し、搾取し、待つがよい」と描写した。
こうしてドストエフスキーは、ロシア人はユダヤ人への怨恨などは持っていないが、無慈悲で非礼なユダヤ人はロシア人を軽蔑し、憎んでおり、ユダヤ人はヨーロッパの取引市場や金融界に君臨し、国際政治、内政、道徳までも自由に操作し、「ユダヤ人の完全な王国が近づきつつある」とし、ユダヤ教は全世界を掌握しようとしているというユダヤ陰謀論を展開した。
また、農村共同体がユダヤ人の手に渡れば、農奴制の時代やタタール侵入の時代よりもひどい時代となるとした。
その上でドストエフスキーは、キリスト教の教えに基づき、ユダヤ人の権利拡張に賛成しながら、うぬぼれで傲慢なユダヤ人はロシアに対して寛大であるべきで祖国ロシアのために尽くすべきだ、もしもユダヤ人がロシア人への嫌悪と偏見を捨て去れば、お互いに兄弟愛で結ばれる。しかし、ユダヤ人に友愛的団結を行う能力はあるか、と述べた。

### 露土戦争の頃（1877-78年）
ドストエフスキーは、オスマン帝国との露土戦争について、ロシアを中心とするスラブ人の統一と正教徒の統合を説き、この戦争より神聖かつ清浄な功業はないと訴えていた。
1876年7-8月には、ロシアがクリミアを獲得しなければユダヤ人が殺到してしまうとドストエフスキーは危惧した。
1877年4月には、ヨーロッパで2世紀もロシアを憎んでいる「何千何万のヨーロッパのジューと、その連中と一緒にユダヤ化している何百万のキリスト教徒」はロシアの宿敵であるとした。
1877年にはオスマン帝国のコンスタンティノープルを征服してキリスト教の教会を解放するために十字軍を派遣すべきであるとし、露土戦争の開戦直前の3月にはコンスタンティノープルはロシアのものになるべきだと主張した。
1877年9月、露土戦争についてドストエフスキーは、ロシアがスラブ的理念を放棄して、東方キリスト教徒の運命の課題を解決せずに投げ出すことは、ロシアを粉々に解体して絶滅させることだと論じ、ロシア国民は「ユダヤ人や相場師たちの手中にあって、 ガルヴァーニ電気を通じてぴくぴく動くような死骸ではなく、自分の自然の使命を遂行しつつ、真の生きた生活を生きる国民でなければならない」とした。
もしロシアがこの戦争を始めなかったならば、自分で自分を軽蔑するようになったことだろうとして戦争を支持した。同年11月には、コンスタンティノープルをトルコ人放逐後に自由都市にしてしまうと、「全世界の陰謀者の隠れ家となり、ユダヤ人や投機人のえじきとなる」というスラブ主義者ダニレフスキーの見解を卓越した正しい推論と称賛した。
1879年のカフカース地方のクタイシでの儀式殺人裁判についてはドストエフスキーもユダヤ人に疑念を持った。
1879年夏、ドストエフスキーは、ドイツの保養地バート・エムスに療養で訪れた際に、湯治客の半分はユダヤ人であり、ドイツとベルリンはユダヤ化されてしまったと友人のロシア宗務院長ポベドノスツェフに報告している。
これに対してポベドノスツェフ宗務院長は「ユダヤ人はすべてを侵略し、蝕んでいますが、『この時代の精神』が彼らに有利に作用しているのです。ユダヤ人は、社会民主的運動やツァーリ暗殺運動の根幹に位置し、新聞・雑誌を支配し、金融市場を手中におさめ、一般大衆を金融面での隷属状態に追い込み」、「今ではロシアの新聞はすでにユダヤ人のものになっています」と返信した。
死の直前の1881年1月には、土地を領有するものは鉄道家や実業家や銀行家やユダヤ人でもなくて、誰よりも農民であるべきだとし、農民は国家の核心であるとした。

### 小説における反ユダヤ主義
ドストエフスキーは小説でも、ユダヤ人を描写する際には、反ユダヤ主義的な表現を用いた。『死の家の記録』（1862年）では、ゴーゴリのユダヤ人描写を模して、ユダヤ人徒刑囚ブムシュテインを「羽をむしられた鶏」として滑稽に描いた。なお、この「羽をむしられた鶏」としてのユダヤ人のイメージは、シチェドリンの『ペテルブルグのある田舎者の日記』や、チェーホフの『広野』、バーベリの『騎兵隊』（1926年）でも描かれた。
『悪霊』（1872年）では、改宗ユダヤ人リャームシンは政治活動家による暗殺に加わるが、最初に警察に犯行と共犯者を自白する臆病者として描かれる。 ただし、この小説ではユダヤ人だけが貶められているわけではない。
『未成年』（1875年）の主人公は欧州の大金融業者ロスチャイルド家を目指す。
小説『カラマーゾフの兄弟』（1880年）では、肉欲と物欲の権化であるフョードルがユダヤ人が多く住むオデッサでユダヤ人によって金を稼いで貯め込む才覚を磨いたとし、このユダヤ人は金貸し業者であったとされる。また儀式殺人で快楽を引き出すユダヤ人について描写した。
ドストエフスキーはユダヤ人による儀式殺人について、V・ダーリ『ユダヤ人によるキリスト教徒少年殺害とその血の利用について』（1844年）、リュスタンスキー『ユダヤ人セクトが宗教的目的でキリスト教徒の血を利用する問題について』（1876年）、フヴォリソン『ユダヤ人はキリスト教徒の血を用いるか』（1879年）などを読んでいた。

### アーリア主義
1880年8月にドストエフスキーはスラヴ主義や西欧主義は間違っていると批判し、「偉大なるアーリア人種に属するすべての民族を全人類的に再結合する」ことはロシア人の使命であり、「すべての民族をキリストの福音による掟に従って完全に兄弟として和合させ、偉大なる全体的調和をもたらす」と主張した。
ドストエフスキーはアジア主義も訴え、「ロシア人は単なるヨーロッパ人のみでなく、同時にアジア人でもある。未来において、アジアはわが国の救いであり、そこにわれわれの富が蔵せられ、そこにわれわれの大洋があるのだ」と主張している。

### 社会主義への批判
ドストエフスキーによれば、フランスにおける大衆蜂起パリ・コミューンは「理性と経験（実証主義）によって世界を新たに作り変えようとする夢想」とし、1873年の『現代の欺瞞の一つ』では、有産階級を倒して無産階級を社会の上方へ押し上げようとする「政治的社会主義」とは略奪の願望だとした。また、旧い社会を打ち壊して実現するのは、「とてつもない暗黒、ものすごいカオス、おそろしく粗野で盲目的で非人間的な何ものかであり、そのあまりのひどさに、人類の呪いを受けて、その建造物は完成する前に一切くずれさってしまうことだろう」と述べた。

### ドストエフスキーの反ユダヤ主義に関する研究
ドストエフスキーの反ユダヤ主義については、レオニード・グロスマンが1924年に発表した。その後はデヴィッド・ゴールドシュテインが1976年にフランスで出版し、1981年にテキサス大学出版局から刊行した『ドストエフスキーとユダヤ人』は、小説、論文、手紙に現れたドストエフスキーのユダヤ人観を学術的に調査した研究書として知られる。1983年にはゲーリー・ソール・モーソンが、ドストエフスキーの反ユダヤ主義は、彼の哲学的社会的宗教的な信念の中心をなす部分と密接に結びついていると断定した。
ドストエフスキーの反ユダヤ主義については2000年代以降も研究が蓄積している。2002年にはマキシム・D・シュライヤーが『カラマーゾフの兄弟』におけるユダヤ人問題を解析した。2003年にはジョセフ・フランクのドストエフスキー伝記についてアイリーン・ケリーが、フランクはドストエフスキーと反ユダヤ主義との関係について十分に真剣に受け止めていないと批判し、これに対してフランクが返答するという論争も生じた。
中村健之介は、ドストエフスキーの反ユダヤ論は「まったく独善的で、社会評論とは言えない。被害妄想的、かつ誇大妄想的である。多弁であるが、論拠も例証もあるわけではない。ドストエフスキーにあるのは、「ロシアのすることはすべて正しい」という固定された視点あるいは激しい思い込みだけ」であると批判している。また、1880年のプーシキン記念講演も、ロシア国民には大いなる使命が与えられているという選民思想の宣言であったとする。
2008年にはゲイリー・ローゼンシールドが、ロシアの文豪であるニコライ・ゴーゴリ、イワン・ツルゲーネフからドストエフスキーに至るユダヤ人像の変遷について発表した。スーザン・マクレイノルズは「贖いと商人の神」でドストエフスキーにおける救済と反ユダヤ主義の問題を論じた
トロプや坂中紀夫は、ドストエフスキーの反ユダヤ主義は、ロシアにおいて「国家内国家」を築き階級的宗教的・内的統一を保持しているユダヤ人に対してある種のイデオロギー的羨望をドストエフスキーが感じていたと指摘している。
ハリエット・ムラフは2016年にドストエフスキーにおけるユダヤ人観、人種主義、生物学的側面について論じた。

## 親族
次女リュボーフィ・ドストエフスカヤは作家。曾孫ドミトリー・ドストエフスキーはサンクトペテルブルクのドストエフスキー博物館に勤務。東京（早稲田大学、東京芸術劇場）と関西で2004年に来日記念講演を行った。